# Éditions Pierre Lafitte
Les Éditions Pierre Lafitte et Cie sont une maison d'édition française créée en 1899[réf. nécessaire] et disparue en 1932 spécialisés dans la publication de revues illustrées et de romans populaires.

## Historique
Journaliste sportif à la revue La Vie au grand air, Pierre Lafitte rachète le titre aux Éditions Rouff et Cie en 1899. Il crée alors sa propre société d'édition qu'il installe au 9 avenue de l'Opéra au siège du magazine.
Il crée ensuite plusieurs périodiques : Femina (1901), Musica (1902), Je sais tout (1905), Fermes et châteaux (1905), Le Petit Magazine de la jeunesse (1906), Excelsior (1910), ou encore La Parisienne (1911).
Outre ses activités de presse, la maison d'édition publie à partir de 1907 des romans populaires à bon marché, initialement parus en feuilleton, à l'instar des aventures d'Arsène Lupin ou de Joseph Rouletabille.
Au milieu de la Première Guerre mondiale, Pierre Lafitte cède une partie de son catalogue à son concurrent Hachette, puis l'année suivante en 1917, il vend à nouveau une partie de ses titres, dont la revue Excelsior, à Paul Dupuy qui créé pour l'occasion la maison d'édition Excelsior Publications.
Les Éditions Pierre Lafitte disparaissent définitivement en 1932.

## Revues
- La Vie au grand air
- Femina
- Musica
- Je sais tout
- Fermes et châteaux
- Le Petit Magazine de la jeunesse
- Excelsior
- La Parisienne

## Collections littéraires
- « Idéal-Bibliothèque » (1910-1916)
- « Les Romans d'aventures et d'action » (1916-1929), collection qui rassemble entre autres les aventures d'Arsène Lupin et de Joseph Rouletabille[3]
- « Aventures extraordinaires » (1925-1931), collection qui rassemble des romans de Maurice Leblanc[3]
- « Le Point d'interrogation » (1932), collection de littérature policière (principalement des œuvres de Maurice Leblanc et Gaston Leroux)
- « Collection enfantine en couleurs »
- « Lilliput Bibliothèque », collection publiée sous la direction de Franc-Nohain